# 圍棋數據機協議
圍棋數據機協定（英語：Go Modem Protocol，GMP）是一種可讓圍棋玩家在遠距對奕的協議。它是由 Bruce_Wilcox、Anders Kierulf和其它圍棋軟體開發者所開發。
現已多被圍棋文字協議所取代。

## 說明
此協議設計簡單、容易實作，希望用使用最小的數據交換。

### 訊息格式
每個封包為 4 位元組。
此協議同時也支援傳遞文字訊息。但對於多位元組的語言（如中文、日文）則須額外指令（String）以確保位元組順序。

## 相關軟體
- NEMESIS Go Master

## 外部連結
- 官網 （页面存档备份，存于）